# Recopa Africana 1998
La Recopa Africana 1998 es la 24.ª edición de este torneo de fútbol a nivel de clubes de África organizado por la CAF y que contó con la participación de 39 equipos campeones de copa de sus respectivos países, 2 menos que en la edición anterior.
El Espérance de Túnez venció en la final al Primero de Agosto de Angola para ganar el título por primera vez, y el segundo consecutivo para Túnez.

## Formato
El torneo consistió en 5 rondas de 2 enfrentamientos a eliminación directa, el vencedor avanza a la siguiente ronda.
- Ronda Preliminar - Los 14 peores equipos de la clasificación, los cuales se determinan por las actuaciones de los clubes de cada ascociación en torneos anteriores.
- Primera Ronda - Los 7 vencedores de la ronda preliminar son emparejados con los otros 25 clubes restantes.
- Segunda ronda - Los 16 vencedores de la primera ronda son emparejados en 8 enfrentamientos de eliminación directa.
- Cuartos de final - Los 8 vencedores de la segunda ronda son emparejados en 4 enfrentamientos de eliminación directa.
- Semifinales - Los 4 vencedores de los cuartos de final son emparejados en 2 enfrentamientos de eliminación directa.
- Final - Los vencedores de la semifinal se enfrentan para determinar al campeón.

La Regla del gol de visitante se usa para determinar a un ganador en caso de un empate en el marcador global. Si no se puede usr este mecanismo, se desempata por medio de tiros desde el punto penal.

## Ronda Preliminar
Los partidos de ida se jugaron los días 30 de enero-2 de febrero, y los de vuelta entre los días 13 y 15 de febrero.
| Equipo 1           | Agr.     | Equipo 2       | Ida | Vuelta |
| ------------------ | -------- | -------------- | --- | ------ |
| Tanzania Stars     | 5-3      | Bata Bullets   | 3-1 | 2-2    |
| Rwanda FC          | 7-1      | Saint-Louis FC | 6-1 | 1-0    |
| TP USCA Bangui     | w.o.1    | AS Vita Club   | -   | -      |
| Wolaita Tussa      | 3-5      | Red Sea        | 0-2 | 3-3    |
| Dragons de l'Ouémé | 6-3      | Gazelle        | 4-1 | 2-2    |
| Notwane            | 8-1      | Bantu FC       | 4-1 | 4-0    |
| Vital'O FC         | 4-4 (v.) | Elá Nguema     | 2-1 | 2-3    |

1- El TP USCA Bangui fue descalificado por las deudas de su federación con la CAF.

## Primera Ronda
Los partidos de ida se jugaron entre los días 20 y 22 de marzo, y los de vuelta entre los días 3 y 5 de abril.
| Equipo 1           | Agr.         | Equipo 2           | Ida | Vuelta |
| ------------------ | ------------ | ------------------ | --- | ------ |
| Costa do Sol       | 1-1 (4:2 p.) | Eldoret            | 1-0 | 0-1    |
| Ismaily            | 2-2 (v.)     | Red Sea            | 2-2 | 0-0    |
| BCC Lions          | 3-3 (3:4 p.) | Dragons de l'Ouémé | 3-0 | 0-3    |
| Africa Sports      | 5-0          | Agaza Lomé         | 1-0 | 4-0    |
| 1º de Agosto       | 5-3          | Notwane            | 4-0 | 1-3    |
| AS Marsouins       | 0-4          | Fire Brigade SC    | 0-3 | 0-1    |
| Mamelodi Sundowns  | 6-11         | Tanzania Stars     | 4-1 | 2-0    |
| Nkana Red Devils   | 5-1          | Rwanda FC          | 1-0 | 4-1    |
| Espérance de Tunis | 3-1          | Stade Malien       | 1-0 | 2-1    |
| Al-Mourada         | 0-1          | Express Red Eagles | 0-0 | 0-1    |
| USM Alger          | w.o.2        | Hawks              | -   | -      |
| Ghapoha Readers    | 4-1          | ASFB               | 3-0 | 1-1    |
| Wydad Casablanca   | w.o.3        | Representante      | -   | -      |
| Union Douala       | Bye4         |                    |     |        |
| AS Dragons         | 3-05         | Vital'O FC         | 3-0 | w/o    |
| AS Kaloum Star     | 2-2 (v.)     | Mbilinga FC        | 2-1 | 0-1    |

1- Originalmente el representante de Sudáfrica iba a ser el Kaizer Chiefs, pero abandonó el torneo antes de comenzarlo. El Mamelodi Sundowns, quien perdió la final de la Copa de Sudáfrica ante el Kaizer Chiefs tomó su lugar.
2- El Hawks abandonó el torneo antes de jugar el partido de ida.
3- Senegal no mandó un representante para el torneo.
4- El A. S. Vita Club abandonó el torneo.
5- El Vital'O F. C. abandonó el torneo al terminar el partido de ida.

## Segunda Ronda
Los partidos de ida se jugaron entre los días 24 y 26 de abril y los de vuelta entre los días 8 y 10 de mayo excepto el de Mbilinga FC y AS Dragons, que se jugó el 12 de mayo.
| Equipo 1           | Agr. | Equipo 2           | Ida | Vuelta |
| ------------------ | ---- | ------------------ | --- | ------ |
| Costa do Sol       | 7-2  | Red Sea            | 5-1 | 2-1    |
| Africa Sports      | 6-1  | Dragons de l'Ouémé | 3-0 | 3-1    |
| Fire Brigade SC    | 2-9  | 1º de Agosto       | 2-3 | 0-6    |
| Nkana Red Devils   | 2-1  | Mamelodi Sundowns  | 2-1 | 0-0    |
| Express Red Eagles | 1-2  | Espérance de Tunis | 1-0 | 0-2    |
| Ghapoha Readers    | 0-2  | USM Alger          | 0-1 | 0-1    |
| Union Douala       | 1-4  | Wydad Casablanca   | 1-0 | 0-4    |
| Mbilinga FC        | 1-0  | AS Dragons         | 0-0 | 1-0    |

## Cuartos de final
Los partidos de ida se jugaron entre los días 4 y 6 de septiembre, y los partidos de vuelta se jugaron entre los días 18 y 20 de septiembre.
| Equipo 1         | Agr. | Equipo 2           | Ida | Vuelta |
| ---------------- | ---- | ------------------ | --- | ------ |
| Wydad Casablanca | 7-4  | Costa do Sol       | 6-3 | 1-1    |
| Mbilinga FC      | 0-4  | Espérance de Tunis | 0-2 | 0-2    |
| Nkana Red Devils | 1-2  | Africa Sports      | 1-1 | 0-1    |
| 1º de Agosto     | 5-1  | USM Alger          | 3-0 | 2-1    |

## Semifinales
Los partidos de ida se jugaron los días 10 y 11 de octubre, y los de vuelta los días 23 y 25 de octubre.
| Equipo 1           | Agr. | Equipo 2         | Ida | Vuelta |
| ------------------ | ---- | ---------------- | --- | ------ |
| Espérance de Tunis | 4-3  | Wydad Casablanca | 4-1 | 0-2    |
| Africa Sports      | 3-5  | 1º de Agosto     | 3-1 | 0-4    |

## Final
El partido de ida se jugó el 21 de noviembre y el de vuelta el 6 de diciembre.
| Equipo 1           | Agr. | Equipo 2          | Ida | Vuelta |
| ------------------ | ---- | ----------------- | --- | ------ |
| Espérance de Tunis | 4-2  | Primero de Agosto | 3-1 | 1-1    |

### Ida
| 21 de noviembre de 1998 | Espérance                                      | 3 – 1 | Primeiro de Agosto | Stade El Menzah, Tunis                                   |                                                          |
|                         | Jaïdi 6' · Hamrouni 45' (pen.) · Lâaroussi 56' |       | Teka 1'            | Asistencia: 35,000 espectadores Árbitro(s): Coffi Codjia | Asistencia: 35,000 espectadores Árbitro(s): Coffi Codjia |

### Vuelta
| 6 de diciembre de 1998 | Primeiro de Agosto | 1 – 1 (Global 2 - 4) | Espérance de Tunis | Estádio da Cidadela, Luanda     |                                 |
|                        | Nsilulu 42'        |                      | Melliti 87'        | Asistencia: 38,000 espectadores | Asistencia: 38,000 espectadores |

## Campeón
| Recopa Africana 1998         |
| ---------------------------- |
| Bandera de Túnez             |
| Espérance de Tunis 1º título |